# Sergio Jaramillo

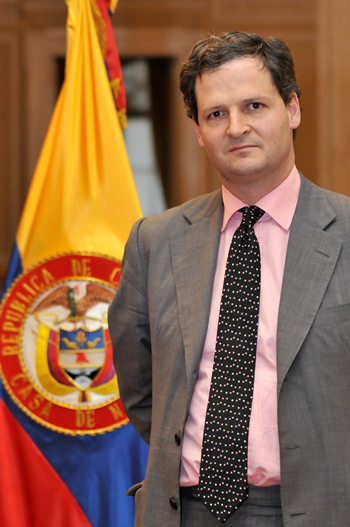
Sergio Jaramillo

Sergio Jaramillo Caro (Bogota, 1966) is een Colombiaans ambtenaar en was de hoge commissaris voor de vrede onder president Santos. Hij onderhandelde het vredesproces met de FARC.
Daarnaast was hij Vice-minister van Defensie tussen 2006 en 2009 en Nationaal adviseur veiligheid tussen 2010 en 2012.
Tijdens de Russische invasie van Oekraïne raakte hij op 27 juni 2023 gewond tijdens een raketaanval op het restaurant Ria Pizza Lounge in Kramatorsk, een populaire ontmoetingsplaats voor journalisten, hulpverleners en soldaten. Hij was hier samen met schrijver Héctor Abad en journalist Catalina Gómez op een solidariteitsmissie. Ze dineerden met de schrijver en onderzoeker van oorlogsmisdaden Victoria Amelina. De Columbianen overleefden de aanslag, maar Amelina overleed enkele dagen later, als 13e slachtoffer van de aanval.